# Тамасула-де-Гордьяно
Тамасула-де-Гордьяно (исп. Tamazula de Gordiano) — город в Мексике, в штате Халиско, входит в состав одноименного муниципалитета и является его административным центром. Численность населения, по данным переписи 2020 года, составила 19 113 человек.

## Общие сведения
Название города составное: Tamazula с языка науатль можно перевести как место жаб, а Gordiano дано в честь генерала Гордьяно Гусмана.
Поселение было основано в доиспанский период.
29 ноября 1522 года в Тамасулу прибыл Алонсо Авалос, которая входила в вождество Мичоакан под управлением Калисентли, подчинившийся завоевателям. В октябре 1524 года в Тамасулу прибыл Франсиско Кортес.
В 1567 году Мартин де Морено обнаружил месторождения серебра вблизи Тамасулы, основал рудник Реаль-де-Сула, который достиг своего расцвета в 1650 году.
В 1737 году население Тамасулы значительно сократилось из-за эпидемии матласауатль.
К 1740 году некоторые шахты были заброшены, а другие построены лишь наполовину.
19 апреля 1856 года поселению был присвоен статус вильи с современным названием, а 7 сентября 1963 года был присвоен статус города.
Он расположен в 160 км к югу от столицы штата, города Гвадалахара, на федеральной трассе 110.

## Население
| Год  | Численность | Численность |
| ---- | ----------- | ----------- |
| 2000 | 17 481      | [ 7 ]       |
| 2010 | 18 787      | [ 8 ]       |
| 2020 | 19 113      | [ 9 ]       |